# Tomorrow Square

Tomorrow Square am 11. Oktober 2006

Tomorrow Square (chinesisch 明天广场, Pinyin Míngtiān Guǎngchǎng – „Zukunftsplatz“) ist der Name des siebthöchsten Wolkenkratzers der Stadt Shanghai. Das 285 Meter hohe Gebäude wurde am 1. Oktober 2003 fertiggestellt und wird momentan von der Marriott-International-Gruppe als Hotel genutzt.